# Латышская (станция)
Латы́шская — железнодорожная станция Киевского направления Московской железной дороги в одноимённой деревне Наро-Фоминского городского округа Московской области. Входит в Московско-Смоленский центр организации работы железнодорожных станций ДЦС-3 Московской дирекции управления движением. По основному характеру работы является промежуточной, по объёму работы отнесена к 3 классу. Билетные кассы и турникеты отсутствуют.
Последняя станция в Московской области на Киевском направлении; следующая станция Ворсино (после платформы Башкино) находится в Калужской области.

## История
Изначально на месте станции находился разъезд «75-й километр». Разъезд стал известен в 1941 году, так как вблизи него вела ожесточённые бои 201-я Латвийская стрелковая дивизия. В ходе боёв разъезд, не представлявший особого стратегического значения, переходил из рук в руки около 10 раз, пока 29 декабря 1941 года не был взят окончательно 1-й механизированной гвардейской дивизией.
При прокладке второго пути Киевского направления разъезд был ликвидирован, а на его месте построена станция, в 1958 году названная в честь бойцов дивизии, задержавшей наступление немцев на Наро-Фоминск. Рядом со станцией находятся также братское кладбище и памятник погибшим бойцам.